# HEMS Academy

Logo der HEMS-Academy

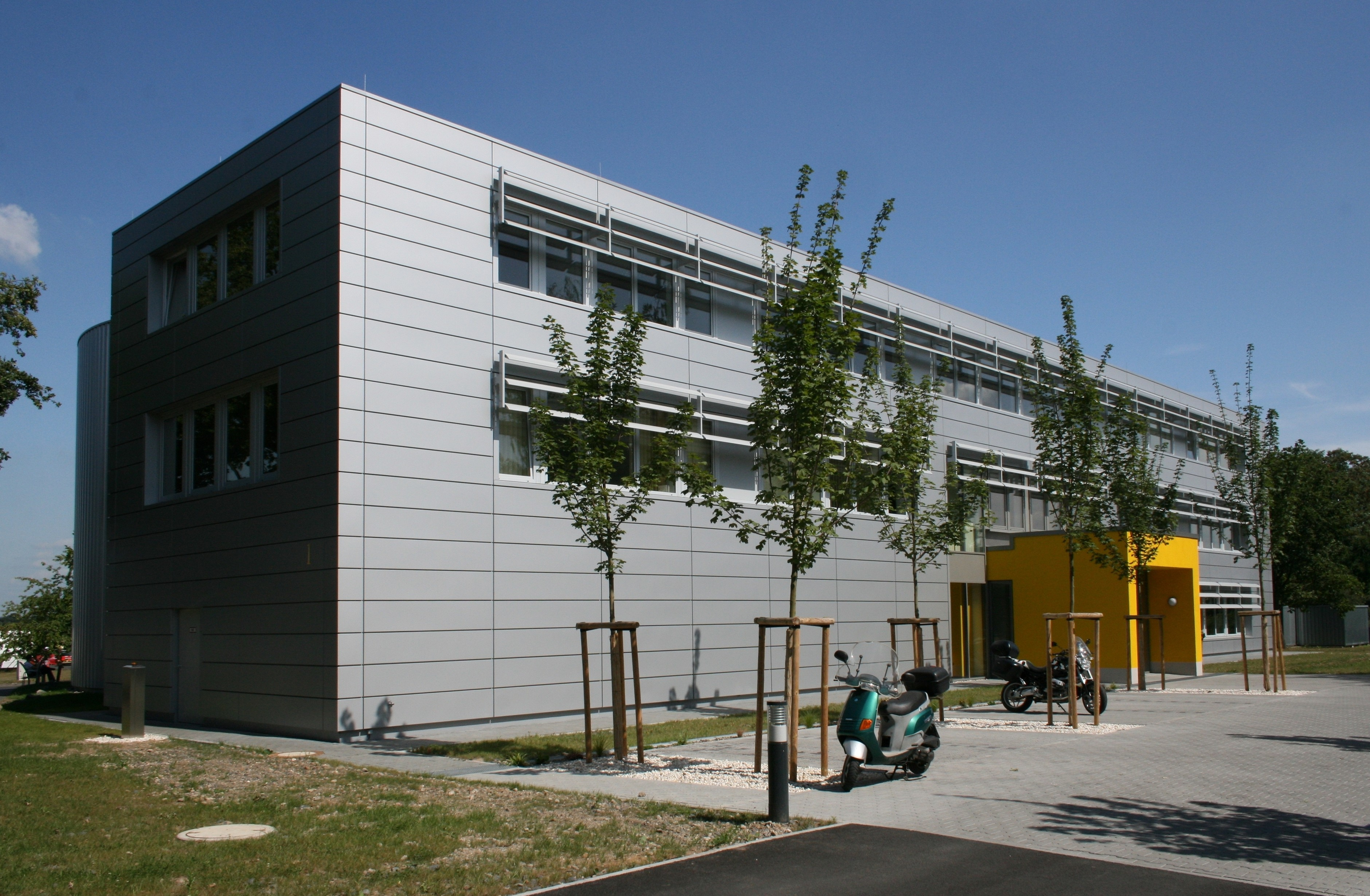
Gebäude der HEMS Academy am Flugplatz Bonn/Hangelar

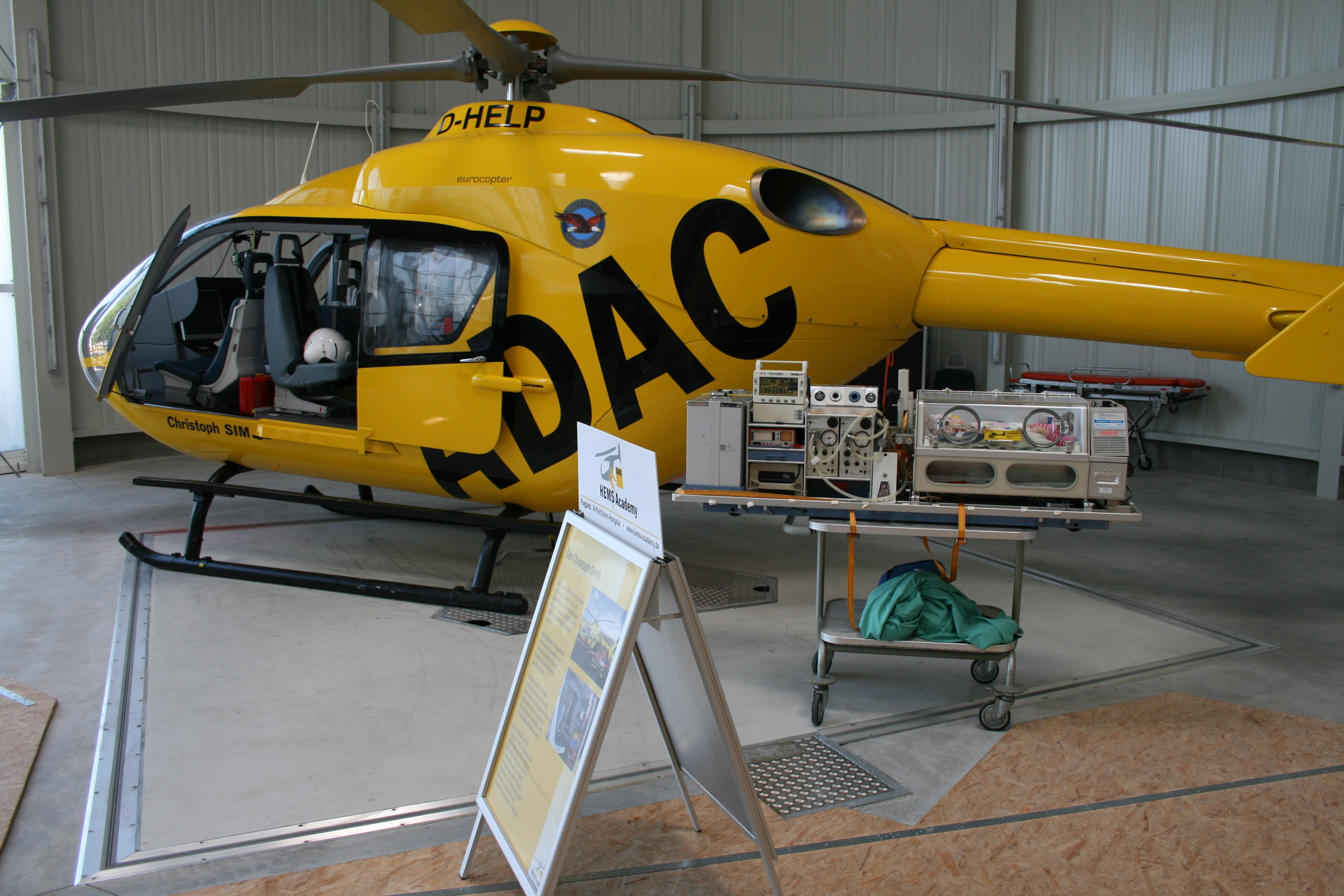
Christoph SIM- Hubschrauberattrappe eines EC 135 zur Ausbildung

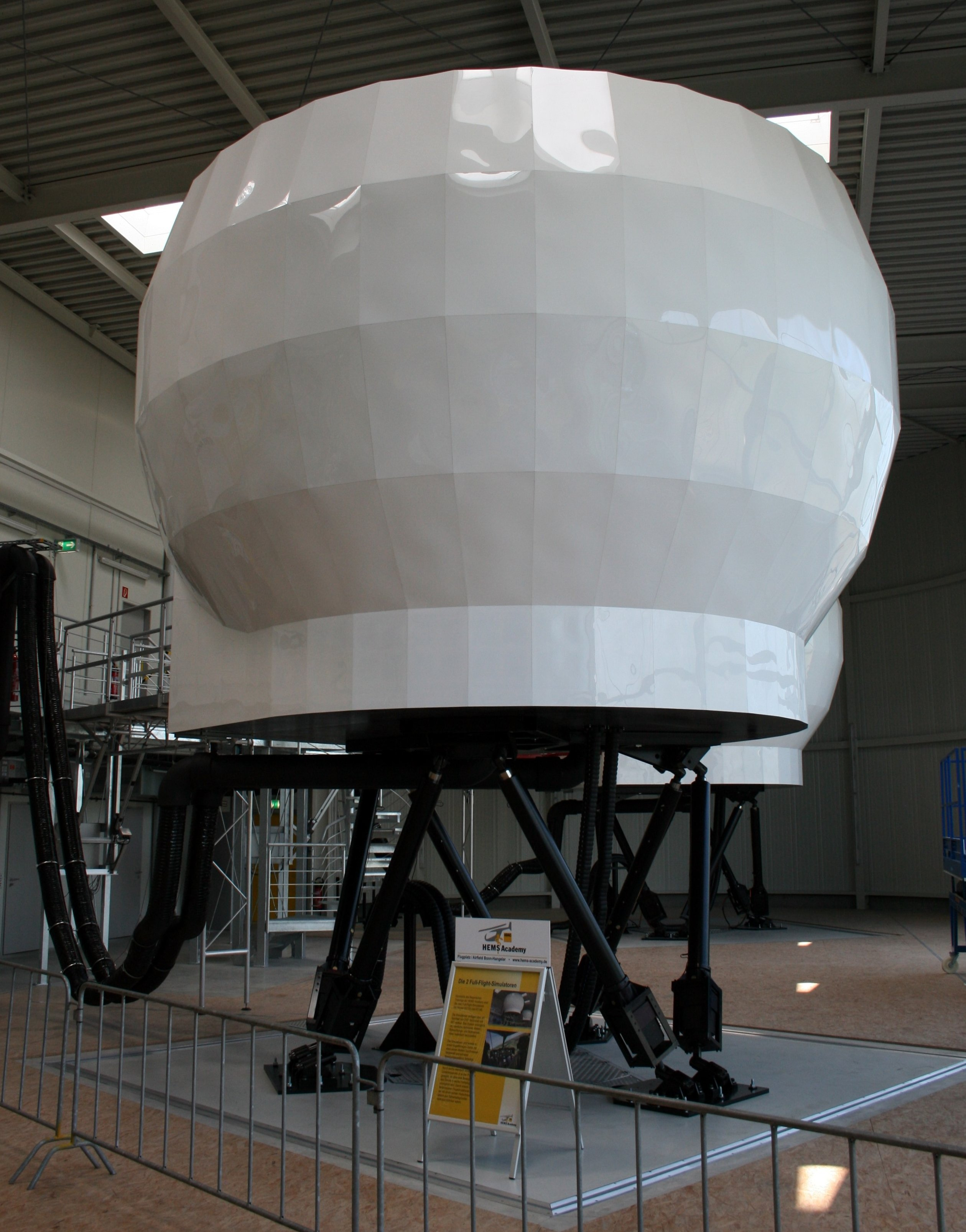
Zwei Full-Flight-Simulatoren der Muster EC 135 und EC 145

Die HEMS Academy (HEMS = Helicopter Emergency Medical Service) ist ein international orientiertes, integriertes Trainingszentrum für Hubschrauberpiloten, Notärzte und Notfallsanitäter im Luftrettungsdienst, auch HEMS Technical Crew Member genannt. Die unweit des Flugplatzes Bonn/Hangelar gelegene Anlage besteht aus einer Simulatorhalle mit zwei Full-Flight-Flugsimulatoren der Typen EC135 und EC145; den Standardhubschraubern, die in der Luftrettung verwendet werden. Zwei Hubschraubernachbildungen (Mock-ups) der Typen EC135 und BK117, sowie eine nachgebildete Notfallaufnahme eines Krankenhauses, ein klinischer Schockraum dienen der Aus- und Weiterbildung der medizinischen Besatzungen. Zusätzlich Schulungs- und Briefingräume vervollständigen die Academy.

## Konzeption
Weltweit einmalig ist, dass in der derzeit modernsten Schulungseinrichtung nicht nur Helikopterpiloten, die auf einem Rettungshubschrauber fliegen, sondern auch Notärzte und Notfallsanitäter der Bodenrettung gemeinsam umfassend und nach internationalem Standard trainiert werden können.
In der HEMS-Academy kann der Transportweg vom Unfallort über den Transfer im Hubschrauber bis hinein in die Notaufnahme eines Krankenhauses als ein Stress-Szenario wie in der Realität nachgestellt und gemeinsam mit Rettungskräften trainiert werden. Auch das Zusammenspiel mit den Leitstellenmitarbeitern und damit die Optimierung der Schnittstellen kann geübt werden.

## Betreiber und Nutzer
Am 18. August 2008 wurde der erste Spatenstich zum Bau der HEMS Academy getätigt; im Juni 2009 wurde der Neubau für umfangreiche Tests in Dienst gestellt. Die Zulassung der ersten Simulator-Anlage durch das Luftfahrt-Bundesamt erfolgte im März 2010, die der zweiten im September 2011.
Betreiber der Anlage ist die kommerzielle ADAC-Tochter ADAC HEMS Academy GmbH. Bundesweit beschäftigt der ADAC innerhalb des Strategischen Geschäftsbereiches Luftrettung über die gemeinnützige ADAC-Luftrettung GmbH, die kommerziellen Firmen ADAC Luftfahrt Technik GmbH (ALT), die ADAC Flugbetrieb GmbH derzeit circa 150 Piloten.
Seit Anfang 2010 durchlaufen diese ihre Ausbildungen, Schulungen und Weiterbildungen im Schulungszentrum in Hangelar. Medizinische Schulungen werden seit Juni 2009 durchgeführt. Die Kosten für die HEMS Academy betrugen laut deren Angaben 12,5 Mio. EUR.
Die 50 Rettungstransporthubschrauber und Intensivtransporthubschrauber der ADAC-Luftrettung sind bundesweit stationiert. Das nächstgelegene Einsatzfluggerät ist der RTH „Christoph Rheinland“. Er fliegt seine Einsätze – zusammen mit „Christoph 3“, einem Hubschrauber der Bundespolizei – vom Flughafen Köln/Bonn aus. Bisher mussten solche Trainings an realen Helikoptern und mit realen Gerätschaften auf dem Flughafen Siegerland stattfinden. Ein gesteigertes Umweltbewusstsein, höhere didaktische Anforderungen an Trainer und Trainingsinhalte sowie deutlich gestiegene Kerosinpreise sorgten in der Summe dafür, dass der ADAC zunehmend Flugsimulatoren einsetzt.

## Technische Ausstattung
Die beiden vorhandenen Full-Flight-Simulatoren zum Training auf Hubschraubern der Eurocopter-Reihe (Modelle EC 135 und EC 145) wurden von der britischen Firma CueSim hergestellt. Die großflächige Anordnung von zehn Projektoren ermöglicht es, eine bisher nie gekannte Dimension des Sichtfeldes für die Piloten zu realisieren. Damit können nun Simulationen durchgeführt werden, deren reale Übungen aus sicherheitstechnischen Erwägungen so nicht hätten geflogen werden können. Die Simulatoren sind von verschiedenen Luftfahrtbehörden wie dem Luftfahrt-Bundesamt LBA, aber auch der ANAC in Brasilien und Argentinien oder der russischen Luftfahrtbehörde anerkannt.
Christoph Sim – ein Tool für Patientensimulation und die Schulung des medizinischen Helikopterpersonals in der Luftrettung – bezeichnet ein weiteres Modul der HEMS-Academy. Damit wird ein EC 135 in Holzbauweise nachgebildet. Zusätzlich steht ein authentisch eingerichteter Schockraum zur Verfügung, in dem die Übergabe von Unfallopfern und Patienten realitätsnah simuliert werden kann. Von einer Konsole aus kann der Ausbilder, ähnlich wie im Cockpit des Simulators, Notsituationen je nach Trainingsbedarf einspielen.

## Nachfrage
Die Schulungsangebote richten sich an EC135 und EC145 Hubschrauberpiloten weltweit und bietet neben den üblichen Typen-Einweisungen, Wiederholungstrainings und Befähigungsüberprüfungen auch maßgeschneiderte Angebote für alle Missionsprofile (Law Enforcement, Air rescue, VIP, Off-Shore etc.) Zusätzlich zu diesem fliegerischen Kursangebot werden Spezialkurse für Ärzte und Notfallsanitäter, sowie kombinierte Trainingseinheiten für alle Crewmitglieder, z. B. CRM Kurse angeboten. Die Nachfrage war bereits vor der Indienststellung des Schulungszentrums enorm, da ein solches integriertes Konzept weltweit erstmals umgesetzt wurde. Heute nutzen professionelle Hubschrauberbetreiber aus 29 Nationen die Trainingseinrichtungen der ADAC HEMS Academy.